# Hockey Pattinaggio Matera 2021-2022
Questa voce raccoglie le informazioni riguardanti l'Hockey Pattinaggio Matera nelle competizioni ufficiali della stagione 2021-2022.

## Maglie e sponsor
| 1ª divisa | 2ª divisa |

## Organico

### Giocatori
Dati aggiornati alla stagione 2021-2022, tratti dal sito internet ufficiale della Federazione Italiana Sport Rotellistici.''
| N° | Naz.                 | Ruolo | Sportivo               |  |  |  |
| -- | -------------------- | ----- | ---------------------- |  |  |  |
| 2  | Italia (bandiera)    | E     | Luca Santeramo         |  |  |  |
| 3  | Argentina (bandiera) | E     | Conrado Piozzini       |  |  |  |
| 5  | Italia (bandiera)    | E     | Angelo Depalma         |  |  |  |
| 6  | Italia (bandiera)    | E     | Giuseppe Corrado       |  |  |  |
| 8  | Italia (bandiera)    | E     | Giuseppe Clemente      |  |  |  |
| 10 | Italia (bandiera)    | P     | Giacomo Xiloyannis     |  |  |  |
| 19 | Italia (bandiera)    | E     | Cosimo Di Francesco    |  |  |  |
| 20 | Italia (bandiera)    | P     | Valerio Chieco         |  |  |  |
| 66 | Italia (bandiera)    | E     | Pierluigi Amendolagine |  |  |  |

### Staff tecnico
- Allenatore:  Emanuele Santochirico
- Allenatore in seconda:
- Preparatore atletico:
- Meccanico: